# Спенсер, Джон (ум. 1600)
Сэр Джон Спе́нсер (англ. John Spencer; ок. 1549 — 9 января 1600) — английский землевладелец, политический деятель, шериф, рыцарь и депутат из рода Спенсер.

## Биография
Джон родился в семье сэра Джона Спенсера (ум. 1586) из Элторпа (Нортгемптоншир) и его жены, Кэтрин Китсон, дочери сэра Томаса Китсона из Хенгрейва (Саффолк). Он получил образование в Тринити-колледже в Кембридже и изучал законы в Мидл-Темпле.
В 1586 году после смерти своего отца Джон Спенсер унаследовал его имения Уормлитон (Уорикшир) и Элторп (Нортгемптоншир). В 1588 году он был посвящен в рыцари.
Джон Спенсер был членом парламента от Нортгемптона (1572), Бедфордшира (1577) и Нортгемптоншира (1584). Занимал должность шерифа графства Нортгемптоншир в 1578—1579, 1590—1591 годах.
9 января 1600 года сэр Джон Спенсер скончался, он был похоронен в церкви Святой Марии в Грейт Брингтоне (Нортгемптоншир).

## Семья
Джон Спенсер был женат на Мэри Кэтлин, единственной дочери и наследнице сэра Роберта Кэтлина (ум. 1572), которая принесла ему в приданое поместья в графствах Лестершир и Нортгемптоншир. У них был один сын:
- Роберт Спенсер, 1-й барон Спенсер из Уормлитона (1570—1627).

Джон Спенсер был прямым предком леди Дианы Спенсер, в замужестве принцессы Уэльской.